# Daiki Fukazawa
Daiki Fukazawa (japanisch 深澤 大輝 Fukazawa Daiki; * 21. August 1998 in der Präfektur Tokio) ist ein japanischer Fußballspieler.

## Karriere
Daiki Fukazawa erlernte das Fußballspielen in den Jugendmannschaften vom Nishihara Shonen SC und Tokyo Verdy sowie in der Universitätsmannschaft der Chūō-Universität. Die Saison 2020 wurde er von der Universität an seinen Jugendverein Tokyo Verdy ausgeliehen. Der Verein, der in der Präfektur Tokio beheimatet ist, spielte in der zweiten japanischen Liga. Während seiner Ausleihe kam er bei Verdy nicht zum Einsatz. Nach Ende der Ausleihe wurde er am 1. Februar 2021 von Verdy fest unter Vertrag genommen. Sein Zweitligadebüt gab Daiki Fukazawa am 16. Mai 2021 (14. Spieltag) im Heimspiel gegen Giravanz Kitakyūshū. Hier stand er in der Startelf und wurde in der 72. Minute gegen Masashi Wakasa ausgewechselt. Am Ende der Saison 2023 wurde er mit Verdy Tabellendritter. In den Aufstiegsspielen konnte man sich durchsetzen und stieg in die erste Liga auf.